# Anticiclón de Siberia

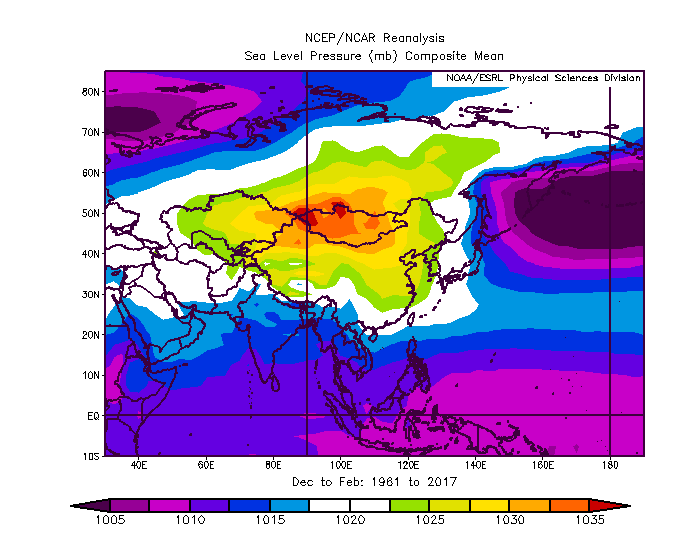
Anticiclón Siberiano: Distribución del promedio de la presión atmosférica sobre el nivel del mar sobre el territorio de Asia en los meses de invierno de 1961 a 2017.

El anticiclón de Siberia es una masa de aire seco frío o muy frío que se acumula en el territorio de Siberia durante gran parte del año y está relacionado con el clima hipercontinental. Alcanza su mayor tamaño y alcance en el invierno, cuando las temperaturas del aire cerca del centro de la célula de alta presión o anticiclón es a menudo inferior a -40 °C. La presión a nivel del mar (presión atmosférica) está a menudo por encima de los 1.040 milibares. El anticiclón de Siberia es el anticiclón semipermanente más fuerte del hemisferio norte y es responsable tanto de la temperatura más baja en el hemisferio norte, de -67,7 °C en Verjoyansk el 5 y 7 de febrero de 1892 y en Oimiakón el 6 de febrero de 1933 y la presión más alta, 1.083,8 milibares (108,38 kPa) en Ágata, en el Krai de Krasnoyarsk, el 31 de diciembre de 1968.
El anticiclón de Siberia afecta a las pautas del tiempo en las latitudes altas del hemisferio norte y se extiende hacia el oeste al sureste de Europa e incluso hasta el valle del Po en Italia. Puede bloquear o reducir el tamaño de las células de baja presión o ciclones y general tiempo seco por gran parte del paisaje euroasiático y canadiense. El anticiclón es responsable tanto de frío invernal severo y condiciones muy secas por toda Siberia. En el verano, el anticiclón de Siberia se ve sustituido, en gran medida, por un sistema de bajas presiones, lo que da como resultado un máximo de precipitaciones en verano por casi toda Siberia. En general, el sistema del anticiclón de Siberia comienza a construirse a finales de agosto, alcanza su punto álgido en el invierno y sigue fuerte hasta el final de abril.